# Bisdom Sarlat

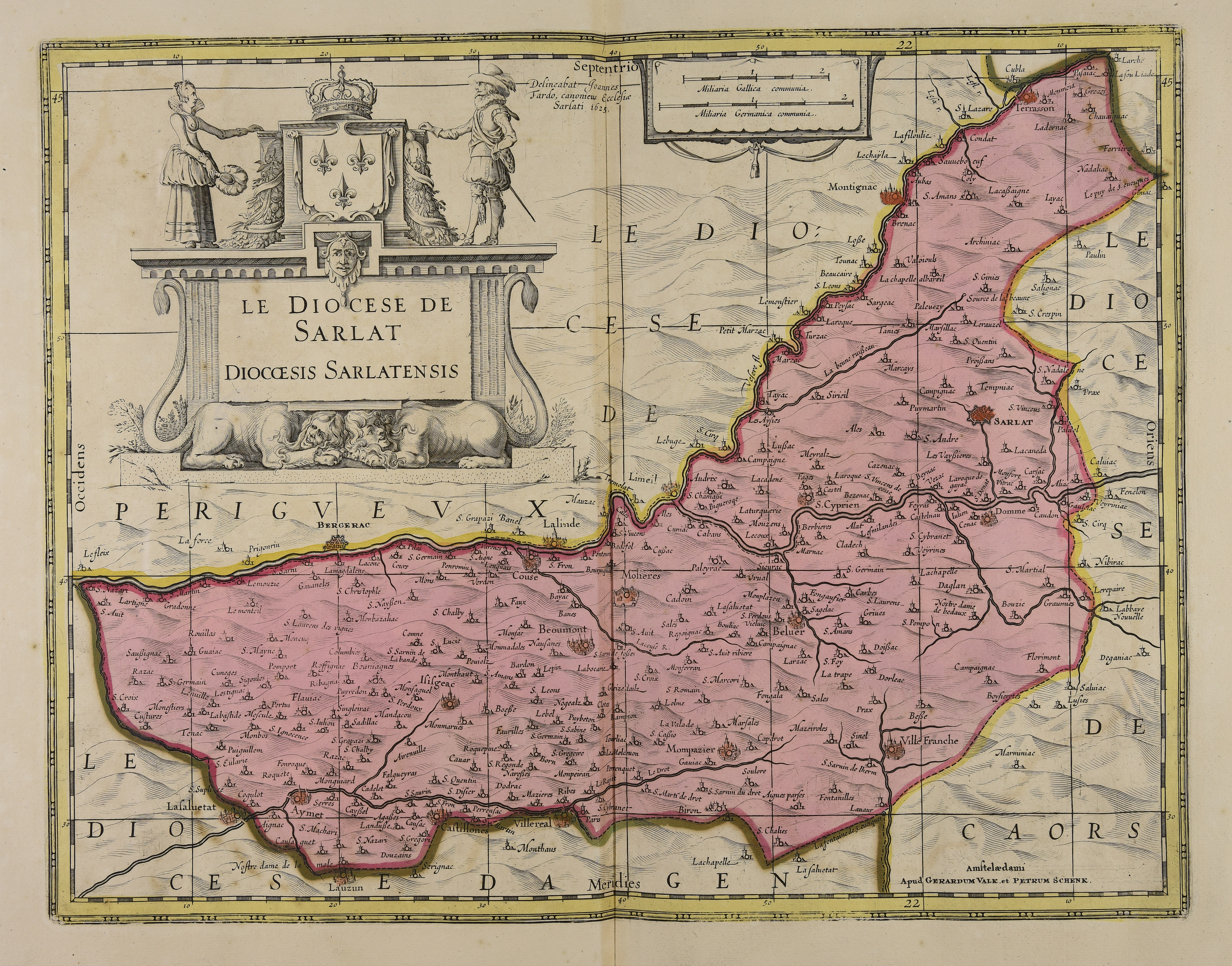
Het bisdom in de 17e eeuw

Het bisdom Sarlat (Latijn: Dioecesis Sarlatensis; Frans: Diocèse de Sarlat) is een voormalig Frans rooms-katholiek bisdom met bisschopszetel in Sarlat. Het bisdom werd gesticht in 1317 en opgeheven in 1801. Het bisdom Sarlat was suffragaan aan het aartsbisdom Bordeaux. Het grensde in het noorden aan het bisdom Périgueux, in het oosten aan het bisdom Cahors en in het zuiden aan het bisdom Agen.

## Geschiedenis

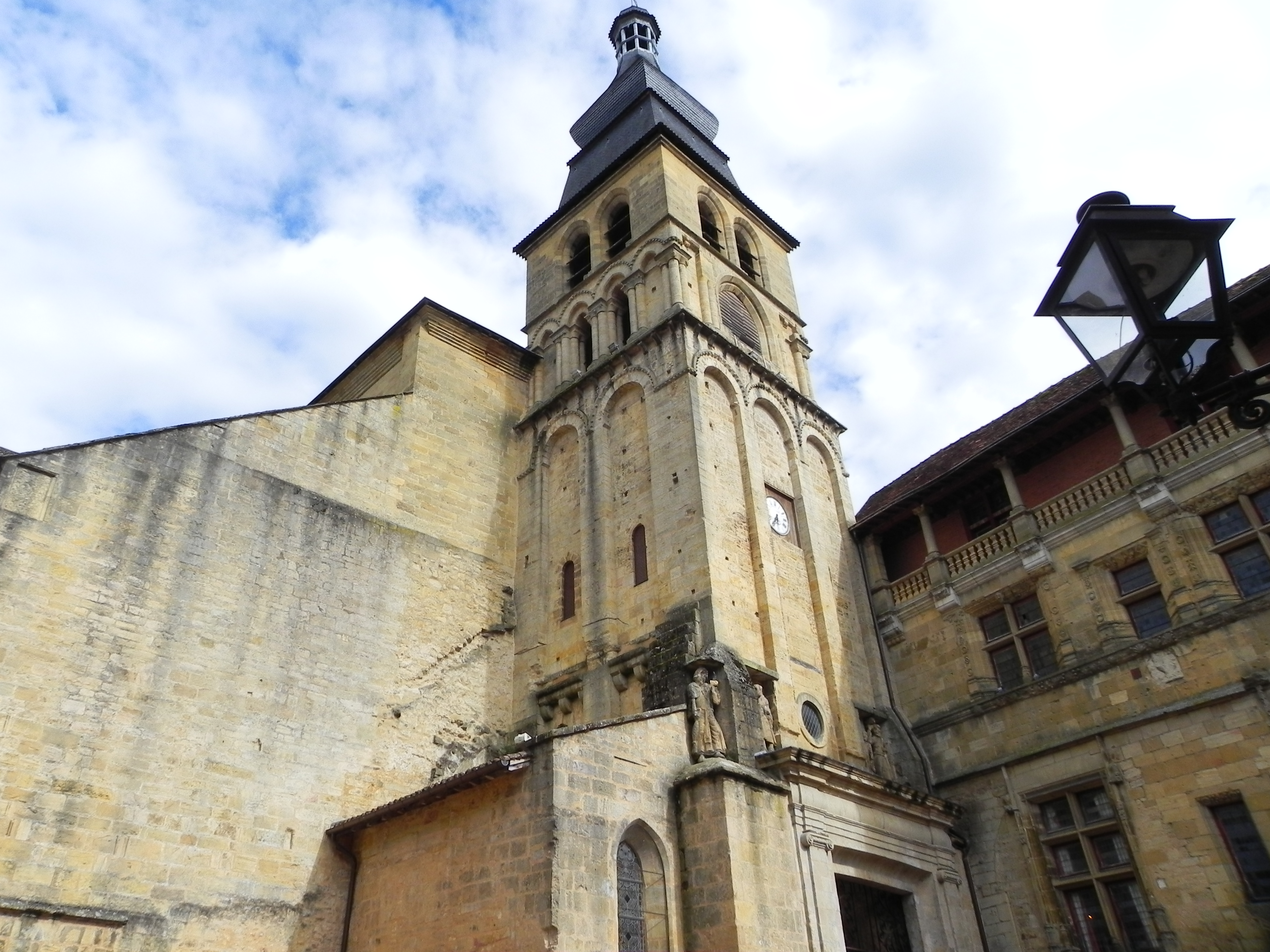
De kathedraal Saint-Sacerdos van Sarlat

Paus Johannes XXII besliste om de benedictijnerabdij van Sarlat om te vormen tot een bisdom. Dit kaderde in een ruimere hertekening van het kerkelijk landschap in het zuiden van Frankrijk. Tegelijk wou hij de macht van de abt van Sarlat, die tevens heer was van Sarlat, versterken tegen de opkomende stedelijke macht. Met een bul van 11 juli 1317 werd het nieuwe bisdom afgescheiden van het bisdom Périgueux, dat al bestond vanaf de laatantieke tijd. De eerste bisschop was de benedictijn Raymond de Roquecorne. De abdij werd omgevormd tot een kathedraal kapittel.
In de 17e eeuw kreeg Sarlat een nieuwe kathedraal die de romaanse kathedraal, de voormalige abdijkerk, verving.
Joseph-Anne-Luc Falcombelle de Ponte d'Albaret was de laatste bisschop van Sarlat. Na de Franse Revolutie werd er geen nieuwe bisschop benoemd en het Concordaat van 1801 stelde het bisdom niet opnieuw in. Het gebied viel vanaf 1801 onder het bisdom Angoulême. In 1822 werd het bisdom Périgueux opnieuw opgericht. Dit bisdom viel voortaan samen met het departement Dordogne en ook Sarlat viel voortaan onder dit bisdom. Ingevolge een pauselijke bul van 1854 is de bisschop van Périgueux ook bisschop van Sarlat. De kathedraal Saint-Sacerdos van Sarlat werd cokathedraal van het bisdom Périgueux-Sarlat.